# South Wales Echo
South Wales Echo – dziennik wydawany w południowej Walii. Gazeta ta swoją siedzibę ma w 6 Park Street w Cardiff, ma formę tabloidu. 
Pierwszy numer ukazał się 6 listopada 1880 roku. Wydało go wydawnictwo David Duncan & Sons. Miał cztery strony i niemal w całości poświęcony był wydarzeniom z rejonu Cardiff. Początkowo "South Wales Echo" było tygodnikiem, ukazującym się co sobotę. Rosnące zainteresowanie czytelników sprawiło, że po roku wydawca zwiększył liczbę stron do sześciu, a następnie ośmiu. W październiku 1884 roku tytuł został przekształcony w dziennik. W tej formie ukazuje się do dzisiaj.
Obecnie gazeta wydawana jest przez Media Wales Ltd (wcześniej Western Mail & Echo Ltd), która jest częścią grupy Trinity Mirror. Jego nakład wynosi ponad 50 000 egzemplarzy. Redaktorem naczelnym jest Mike Hill. Publikowane są dwie edycje: News Extra (sprzedawana rano) oraz City Final (sprzedawana wieczorem). W każdą sobotę ukazuje się także Weekend edition (edycja weekendowa).
Pisarz Ken Follett, pisarz Brian J. Ford, karykaturzysta Gren Jones, dziennikarka Sue Lawley oraz prezenter Michael Buerk spędzili część swojej kariery w Echo South Wales.
W roku 2008 gazeta zmieniła swoją siedzibę z Thompson House na 6 Park Street.